# Micro-région de Bélapátfalva
La micro-région de Bélapátfalva (en hongrois : bélapátfalvi kistérség) est une micro-région statistique hongroise rassemblant plusieurs localités autour de Bélapátfalva.